# Judolidia bangi
Judolidia bangi là một loài bọ cánh cứng trong họ Cerambycidae.